# Bodenheim (Verbandsgemeinde)
Bodenheim est une Verbandsgemeinde (collectivité territoriale) de l'arrondissement de Mayence-Bingen dans la Rhénanie-Palatinat en Allemagne. Le siège de cette Verbandsgemeinde est dans la ville de Bodenheim.
La Verbandsgemeinde de Bodenheim consiste en cette liste d'Ortsgemeinden (municipalités locales) :

Localisation de la Verbandsgemeinde de Bodenheim dans l'arrondissement de Mayence-Bingen

1. Bodenheim
2. Gau-Bischofsheim
3. Harxheim
4. Lörzweiler
5. Nackenheim